# Domazan
Domazan là một xã trong tỉnh Gard thuộc vùng Occitanie, phía nam nước Pháp. Xã Domazan nằm ở khu vực có độ cao trung bình 75 mét trên mực nước biển.